# حضانة غير الوالدين
في بعض حالات الحضانة، قد لا تُمنح حضانة الأطفال لأي من الوالدين الطبيعيين لهم بل لشخص آخر غيرهما. وعامةً، يُلجأ لحضانة غير الوالدين في إحدى الحالتين التاليتين:
- عدم رغبة الوالدين الطبيعيين في تولي حضانة الأطفال.[1]
- عدم مقدرة الوالدين الطبيعيين على تولي حضانة الأطفال.[1]

## التخلي عن الحضانة طواعية
أحيانًا، يتفق الوالدان على أن يتركوا لشخص بالغ آخر غيرهما تربية الأطفال. وعامةً فإنه في حالة تغيير أحد الوالدين لرأيه لاحقًا فإنه يحق له طلب الحصول على حضانة الأطفال.

## الآباء غير الأكفاء
يجوز منح الحضانة لغير الوالدين إذا كانا لا يصلحان للنهوض بأعبائها. ومن الأسباب التي تجعل المحكمة تأخذ الولاية على الأطفال لتمنحها بعد ذلك لشخص خلاف الوالدين:
- إساءة معاملة الأطفال أو إهمالهم[1]
- تعاطي مواد الإدمان[1]
- تعمد هجر الأطفال أو التخلي عنهم[1]
- عدم المقدرة على توفير الدخل الكافي الضروري لتنشئة الطفل.[1]

## أشكال الوصاية الأخرى
- الحضانة المتبادلة ترتيب يعيش فيه الأطفال لمدة طويلة مع أحد الوالدين ثم يقضون مدة مماثلة مع الوالد الآخر. وأثناء معيشة الطفل مع أحد الوالدين فإن هذا الوالد ينفرد بالوصاية عليه.
- وصاية عش الطيور ترتيب يتعاقب فيه الوالدان على المعيشة مع الأطفال في مسكن مخصص لهم، مما يلقي بأعباء الحركة والتنقل على الوالدين وليس على الأطفال.
- الحضانة المشتركة ترتيب يشترك فيه الوالدان معًا في الحضانة أو الإقامة، أو الأمرين معًا.
- الحضانة المفردة ترتيب ينفرد فيه والد واحد بحضانة الطفل والإقامة معه.
- الوصاية المقسمة ترتيب يحصل فيه أحد الوالدين على حضانة بعض الأطفال طوال الوقت، في حين يحصل الوالد الآخر على الحضانة الكاملة لبقية الأطفال.